# Jalpilla
Jalpilla es una localidad del estado mexicano de Guanajuato. Es parte del municipio de Comonfort.

## Demografía
| Gráfica de evolución demográfica |
|                                  |

| Censo | Población |
| ----- | --------- |
| 1900  | 426       |
| 1910  | 470       |
| 1921  | 257       |
| 1930  | 224       |
| 1940  | 330       |
| 1950  | 565       |
| 1960  | 812       |
| 1970  | 979       |
| 1980  | 1 227     |
| 1990  | 1 778     |
| 2000  | 2 171     |
| 2010  | 2 065     |
| 2020  | 1 953     |